# Rans (Portugal)
Rans is een plaats (freguesia) in de Portugese gemeente Penafiel en telt 1652 inwoners (2001).